# Morée (Loir-et-Cher)
Ne doit pas être confondu avec Morez.
Pour les articles homonymes, voir Morée.
Morée est une commune française située dans le département de Loir-et-Cher en région Centre-Val de Loire, anciennement chef-lieu de Canton, elle appartient désormais au canton du Perche. Ses habitants sont les Moréens.
Localisée au nord du département, la commune fait partie de la petite région agricole « la Beauce », une vaste étendue de cultures céréalières, oléagineuses (colza) et protéagineuses (pois, féverolle, lupin), avec également de la betterave sucrière, et de la pomme de terre.
L'occupation des sols est marquée par l'importance des espaces agricoles et naturels qui occupent la quasi-totalité du territoire communal. Aucun espace naturel présentant un intérêt patrimonial n'est toutefois recensé sur la commune dans l'inventaire national du patrimoine naturel. En 2010, l'orientation technico-économique de l'agriculture sur la commune est la culture des céréales et des oléoprotéagineux. À l'instar du département qui a vu disparaître le quart de ses exploitations en dix ans, le nombre d'exploitations agricoles a fortement diminué, passant de 24 en 1988, à 17 en 2000, puis à 17 en 2010.
Le patrimoine architectural de la commune comprend un bâtiment porté à l'inventaire des monuments historiques : la porte de la Perrine.

## Géographie

### Localisation et communes limitrophes
La commune de Morée se trouve au nord du département de Loir-et-Cher, dans la petite région agricole de la Beauce,. À vol d'oiseau, elle se situe à 35,5 km  de Blois, préfecture du département, à 17,5 km de Vendôme, sous-préfecture, et à 31,9 km de Savigny-sur-Braye, chef-lieu du canton du Perche dont dépend la commune depuis 2015. La commune fait en outre partie du bassin de vie de Vendôme.
Les communes les plus proches sont : 
Fréteval (2,5 km), Saint-Hilaire-la-Gravelle (3,2 km), Lignières (5,6 km), Moisy (6 km), Saint-Jean-Froidmentel (6 km), Brévainville (6,7 km), Vievy-le-Rayé (7,1 km), Beauvilliers (7,2 km) et Busloup (7,7 km).

### Quartiers, lieux-dits et écarts
- le Châtelet ;
- la Hubardière ;
- Villepot ;
- la Blinière ;
- la Brouillière ;
- la Basse Filère ;
- la Charonnière.
- l'autruère;
- la petite haie;
- la Houssaye

### Hydrographie
La commune est drainée par le Loir (1,057 km), le Baignon (3,399 km) et par divers petits cours d'eau, constituant un réseau hydrographique de 26,27 km de longueur totale.
Le Loir traverse la commune du nord-est vers le sud-ouest. D'une longueur totale de 317,4 km, il prend sa source dans la commune de Champrond-en-Gâtine (Eure-et-Loir) et se jette  dans la Sarthe à Briollay (Maine-et-Loire), après avoir traversé 86 communes.
Le Baignon, d'une longueur totale de 15,5 km, prend sa source dans la commune de Saint-Laurent-des-Bois et se jette  dans le Loir à Morée, après avoir traversé 6 communes.
Le Loir est un cours d'eau de deuxième catégorie, où le peuplement piscicole dominant est constitué de poissons blancs (cyprinidés) et de carnassiers (brochet, sandre et perche), tandis que le Baignon est un cours d'eau de première catégorie, où le peuplement piscicole dominant est constitué de salmonidés (truite, omble chevalier, ombre commun, huchon).

### Climat
Pour des articles plus généraux, voir Climat du Centre-Val de Loire et Climat de Loir-et-Cher.
En 2010, le climat de la commune est de type climat océanique dégradé des plaines du Centre et du Nord, selon une étude du CNRS s'appuyant sur une série de données couvrant la période 1971-2000. En 2020, Météo-France publie une typologie des climats de la France métropolitaine dans laquelle la commune est exposée à un climat océanique altéré et est dans la région climatique Moyenne vallée de la Loire, caractérisée par une bonne insolation (1 850 h/an) et un été peu pluvieux.
Pour la période 1971-2000, la température annuelle moyenne est de 10,9 °C, avec une amplitude thermique annuelle de 14,5 °C. Le cumul annuel moyen de précipitations est de 734 mm, avec 12,2 jours de précipitations en janvier et 7,2 jours en juillet. Pour la période 1991-2020, la température moyenne annuelle observée sur la station météorologique de Météo-France la plus proche, sur la commune de Saint-Léonard-en-Beauce à 14 km à vol d'oiseau, est de 11,9 °C et le cumul annuel moyen de précipitations est de 642,2 mm,. Pour l'avenir, les paramètres climatiques de la commune estimés pour 2050 selon différents scénarios d'émission de gaz à effet de serre sont consultables sur un site dédié publié par Météo-France en novembre 2022.

### Milieux naturels et biodiversité
Aucun espace naturel présentant un intérêt patrimonial n'est recensé sur la commune dans l'inventaire national du patrimoine naturel,,.

## Urbanisme

### Typologie
Au 1er janvier 2024, Morée est catégorisée commune rurale à habitat dispersé, selon la nouvelle grille communale de densité à sept niveaux définie par l'Insee en 2022.
Elle est située hors unité urbaine. Par ailleurs la commune fait partie de l'aire d'attraction de Vendôme, dont elle est une commune de la couronne,. Cette aire, qui regroupe 57 communes, est catégorisée dans les aires de moins de 50 000 habitants,.

### Occupation des sols
L'occupation des sols est marquée par l'importance des espaces agricoles et naturels (96,8 %). La répartition détaillée ressortant de la base de données européenne d'occupation biophysique des sols Corine Land Cover millésimée 2012 est la suivante : 
terres arables (11,6 %), 
cultures permanentes (0,6 %), 
zones agricoles hétérogènes (15,4 %), 
prairies (3,5 %), 
forêts (65,2 %), 
milieux à végétation arbustive ou herbacée (0,7 %), 
zones urbanisées (1 %), 
espaces verts artificialisés non agricoles (0,5 %), 
zones industrielles et commerciales et réseaux de communication (1,7 %), 
eaux continentales (0,5 %).

### Planification
La loi SRU du 13 décembre 2000 a incité fortement les communes à se regrouper au sein d'un établissement public, pour déterminer les partis d'aménagement de l'espace au sein d'un SCoT, un document essentiel d'orientation stratégique des politiques publiques à une grande échelle. La commune est dans le territoire du  SCOT des Territoires du Grand Vendômois, approuvé en 2006 et dont la révision a été prescrite en 2017, pour tenir compte de l'élargissement de périmètre,.
En matière de planification, la commune disposait en 2017 d'un plan d'occupation des sols approuvé, un plan local d'urbanisme était en révision. Par ailleurs, à la suite de la loi ALUR (loi pour l'accès au logement et un urbanisme rénové) de mars 2014, un plan local d'urbanisme intercommunal couvrant le territoire de la Communauté de communes du Perche et Haut Vendômois a été prescrit le 30 novembre 2015.

### Habitat et logement
Le tableau ci-dessous présente la typologie des logements à Morée en 2016 en comparaison avec celle du Loir-et-Cher et de la France entière. Une caractéristique marquante du parc de logements est ainsi une proportion de résidences secondaires et logements occasionnels (21,9 %) supérieure à celle du département (18 %) et à celle de la France entière (9,6 %). Concernant le statut d'occupation de ces logements, 81,5 % des habitants de la commune sont propriétaires de leur logement (82,5 % en 2011), contre 68,1 % pour le Loir-et-Cher et 57,6 pour la France entière.
|                                                         | Morée | Loir-et-Cher | France entière |
| ------------------------------------------------------- | ----- | ------------ | -------------- |
| Résidences principales (en %)                           | 66,1  | 74,5         | 82,3           |
| Résidences secondaires et logements occasionnels (en %) | 21,9  | 18           | 9,6            |
| Logements vacants (en %)                                | 11,9  | 7,5          | 8,1            |

### Risques majeurs
Le territoire communal de Morée est vulnérable à différents aléas naturels : inondations (par débordement du Loir ou par ruissellement), climatiques (hiver exceptionnel ou canicule), mouvements de terrains ou sismique (sismicité très faible).
Il est également exposé à un risque technologique :  le transport de matières dangereuses,.

#### Risques naturels

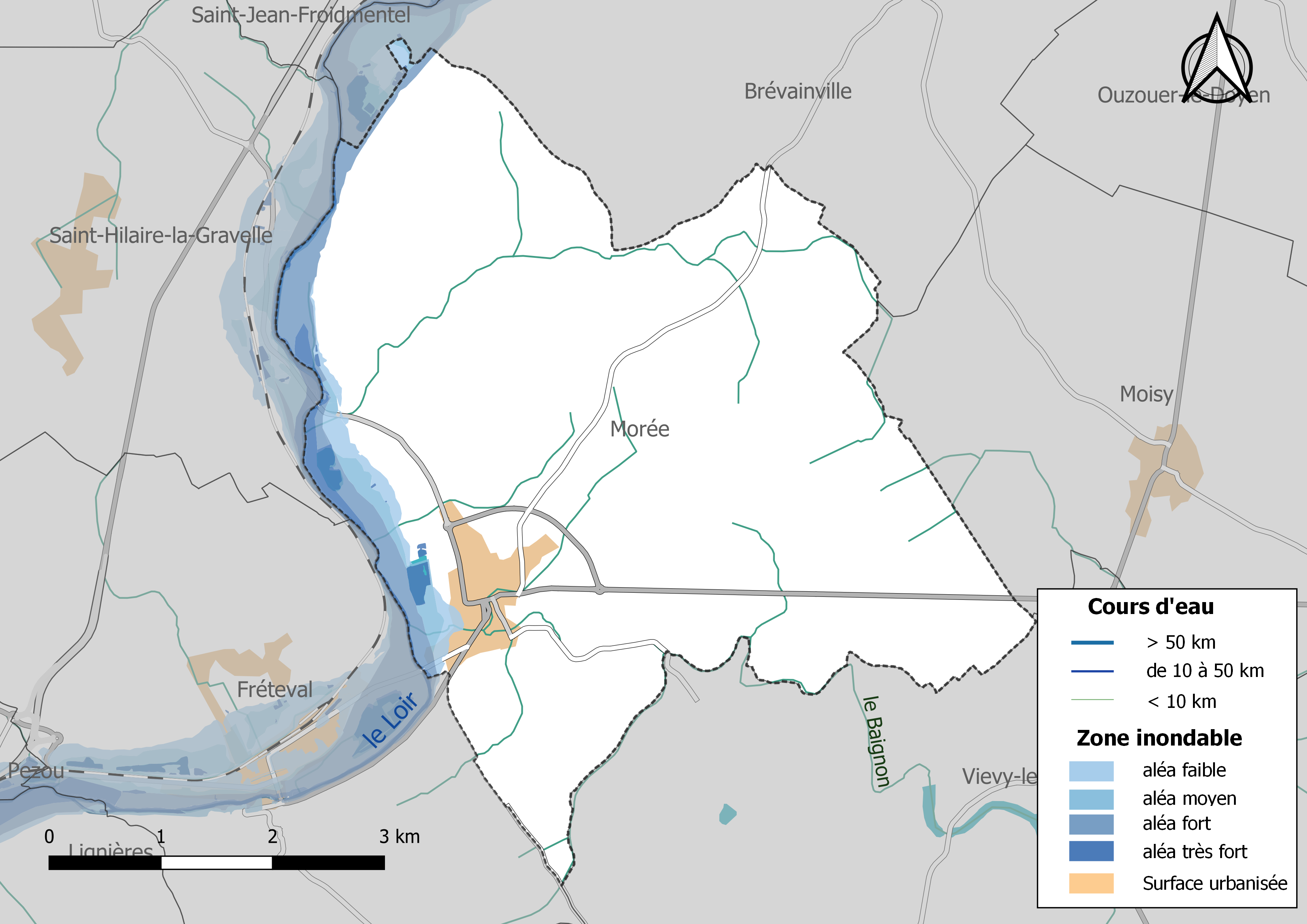
Zones inondables de la commune de Morée.

Les mouvements de terrains susceptibles de se produire sur la commune sont soit des mouvements liés au retrait-gonflement des argiles, soit des glissements de terrains. Le phénomène de retrait-gonflement des argiles est la conséquence d'un changement d'humidité des sols argileux. Les argiles sont capables de fixer l'eau disponible mais aussi de la perdre en se rétractant en cas de sécheresse. Ce phénomène peut provoquer des dégâts très importants sur les constructions (fissures, déformations des ouvertures) pouvant rendre inhabitables certains locaux. La carte de zonage de cet aléa peut être consultée sur le site de l'observatoire national des risques naturels Georisques.
Les crues du Loir sont moins importantes que celles de la Loire, mais elles peuvent provoquer des dégâts importants. Les crues historiques sont celles de 1665 (4 m à l'échelle de Vendôme), 1784 (2,84 m), 1961 (2,90 m) et 2004 (2 m). Le débit maximal historique est de 256 m3/s et caractérise une crue de retour cinquantennal. Le risque d'inondation est pris en compte dans l'aménagement du territoire de la commune par le biais du Plan de prévention du risque inondation (PPRI) du Loir.

#### Risques technologiques
Le risque de transport de marchandises dangereuses sur la commune est lié à sa traversée par une route à fort trafic et une ligne de chemin de fer. Un accident se produisant sur de telles infrastructures est en effet susceptible d'avoir des effets graves au bâti ou aux personnes jusqu'à 350 m, selon la nature du matériau transporté. Des dispositions d'urbanisme peuvent être préconisées en conséquence.

## Histoire
Le bourg de Morée est situé à quelque distance au nord-est de Vendôme. On connaît l'existence de Morée dès le XIe siècle, époque à laquelle un prieuré, nommé prieuré de Franca Villa, est établi par donations des comtes de Blois à l'abbaye de Marmoutier.
On ne sait rien de l'ancienneté de ce prieuré et de sa transformation en seigneurie séculière. Cependant rapidement la ville possède deux échevins et un capitaine-gouverneur. À partir de 1491, des notaires seigneuriaux sont aussi visibles dans les sources.
La ville se fortifie au milieu du XVIe siècle, et possède quatre portes (porte dunoise, porte blésoise, porte vendômoise, et la porte des prés vers Saint-Hilaire-la-Gravelle). Un incendie, possiblement dû à la négligence d'enfant dans une maison, ravage la majeure partie de la ville le 19 septembre 1652. Parmi les bâtiments détruits figurent l'église romane Saint-Martin qui se trouvait sur l'actuelle place du 8 mai.
La petite ville conserve encore quelques bâtiments appartenant au prieuré, en contrebas de l'église actuelle (logis et grange dîmière). On remarque également l'actuelle mairie qui un temps fut un manoir, puis hospice au XIXe siècle (donation datée du 9 avril 1823) et enfin mairie au XXe siècle. L'hospice est mis en place en 1675, géré par les sœurs de Saint Vincent de Paul et financé par des dons réguliers. Il est ensuite associé à la maladrerie de Fréteval. Après la Révolution, l'hospice est laïcisé puis transformé en maison de retraite.
Pendant et après la Révolution française, la commune est victime d'un conflit entre le notable Hilaire Noyer et le maire Leroy qui cherchent tous deux à dominer la ville. Si le premier offre terres et argent à la commune, le second veut la dominer politiquement. Un conflit éclate entre les deux personnages à propos d'utilisation des terres en 1825. Un procès a lieu à Vendôme où Noyer est condamné pour lutte contre la religion. Cependant le procès en appel de Blois montre que c'est le maire Leroy qui a monté toute l'affaire. Dès lors, le nom d'Hilaire Noyer, reste comme celui d'un bienfaiteur peu présent mais efficace. C'est lui qui avait obtenu le chef-lieu de canton pour Morée aux dépens de La ville aux Clercs.
En 1884, à la suite des lois Jules Ferry, deux écoles sont bâties en remplacement de la petite école qui existait depuis le XVIIe siècle. L'école des filles se trouve sur la place tandis que celle des garçons s'installe route d'Oucques.
En 1860 est construit le pont de Villeprovert permettant de faciliter le passage vers Fontaine-Raoul et Châteaudun.
Pendant la guerre franco-allemande, des combats ont lieu dans la commune entre le 14 et le 16 décembre 1870. Les troupes du général Rousseau luttent face au 89e régiment de grenadiers allemands dans la plaine de la Varenne. Les troupes françaises se replient ensuite vers La Ferté-Bernard. En 1879, les tombes des victimes sont déplacées : on dénombre alors 115 corps français et 21 Allemands. Un monument aux morts, dit mausolée de la Varenne, est érigé en 1881 sur le lieu du combat.
Pierre Louvel, préfet du Loir-et-Cher entre 1892 et 1894, présent lors des combats de la Blinière, revient saluer les habitants à qui il a dû son salut lors de sa prise de fonction.
Pendant la Première Guerre mondiale, la commune de Morée a perdu plusieurs de ses habitants. En effet, cinquante noms sont inscrits pour ce conflit (quatre pour la Seconde Guerre mondiale, un pour la guerre d'Algérie). Elle connait au cours du XXe siècle de nombreuses festivités dont un meeting aérien le 12 août 1934.

## Communes limitrophes
Les communes limitrophes sont : Fréteval, Moisy, Saint-Hilaire-la-Gravelle.

## Politique et administration

### Découpage territorial
La commune de Morée est membre de la Communauté de communes du Perche et Haut Vendômois, un établissement public de coopération intercommunale (EPCI) à fiscalité propre créé le 1er janvier 2014.
Elle est rattachée sur le plan administratif à l'arrondissement de Vendôme, au département de Loir-et-Cher et à la région Centre-Val de Loire, en tant que circonscriptions administratives. Sur le plan électoral, elle est rattachée au canton du Perche depuis 2015 pour l'élection des conseillers départementaux et à la troisième circonscription de Loir-et-Cher pour les élections législatives.

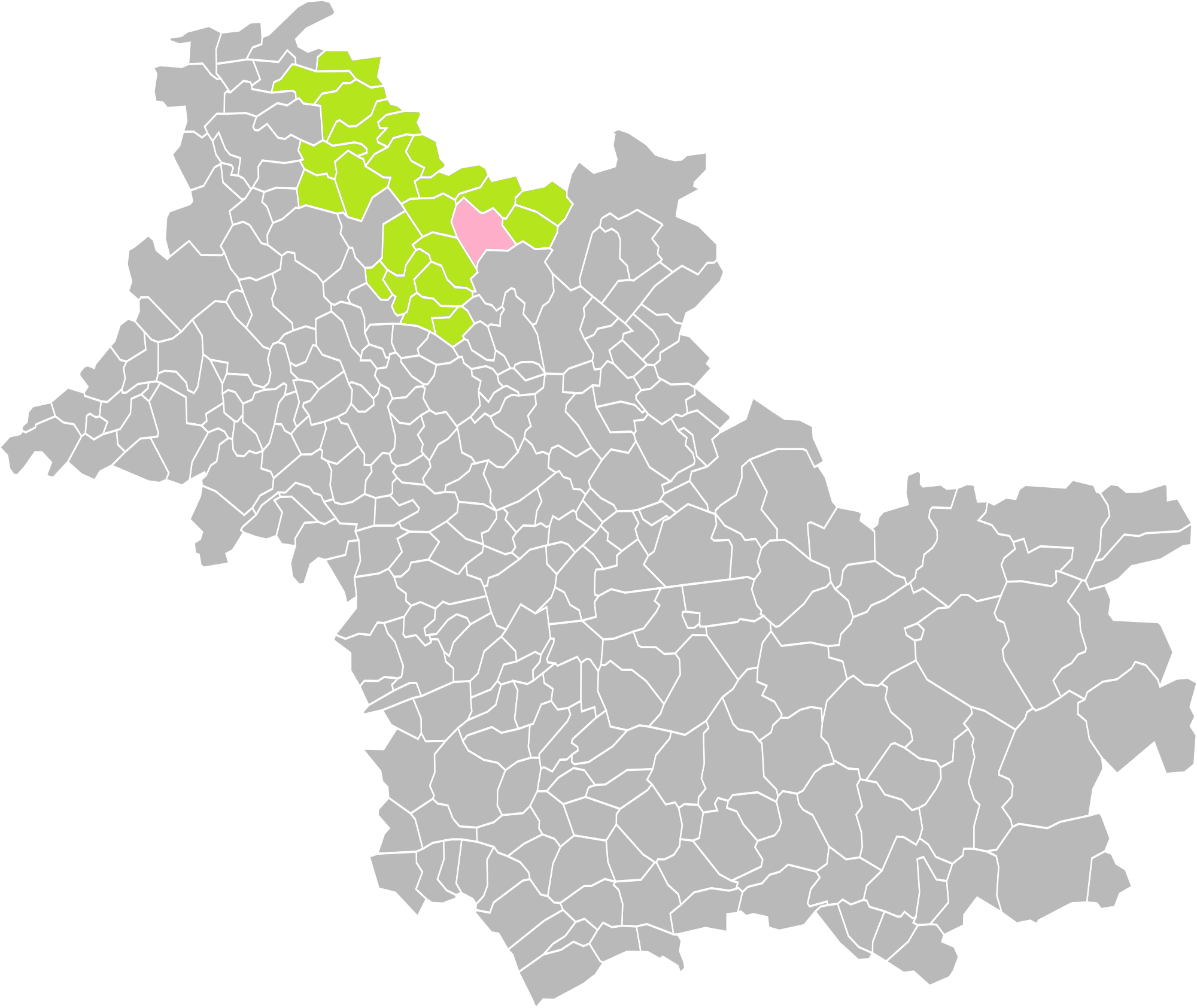
Morée dans l'intercommunalité en 2016.
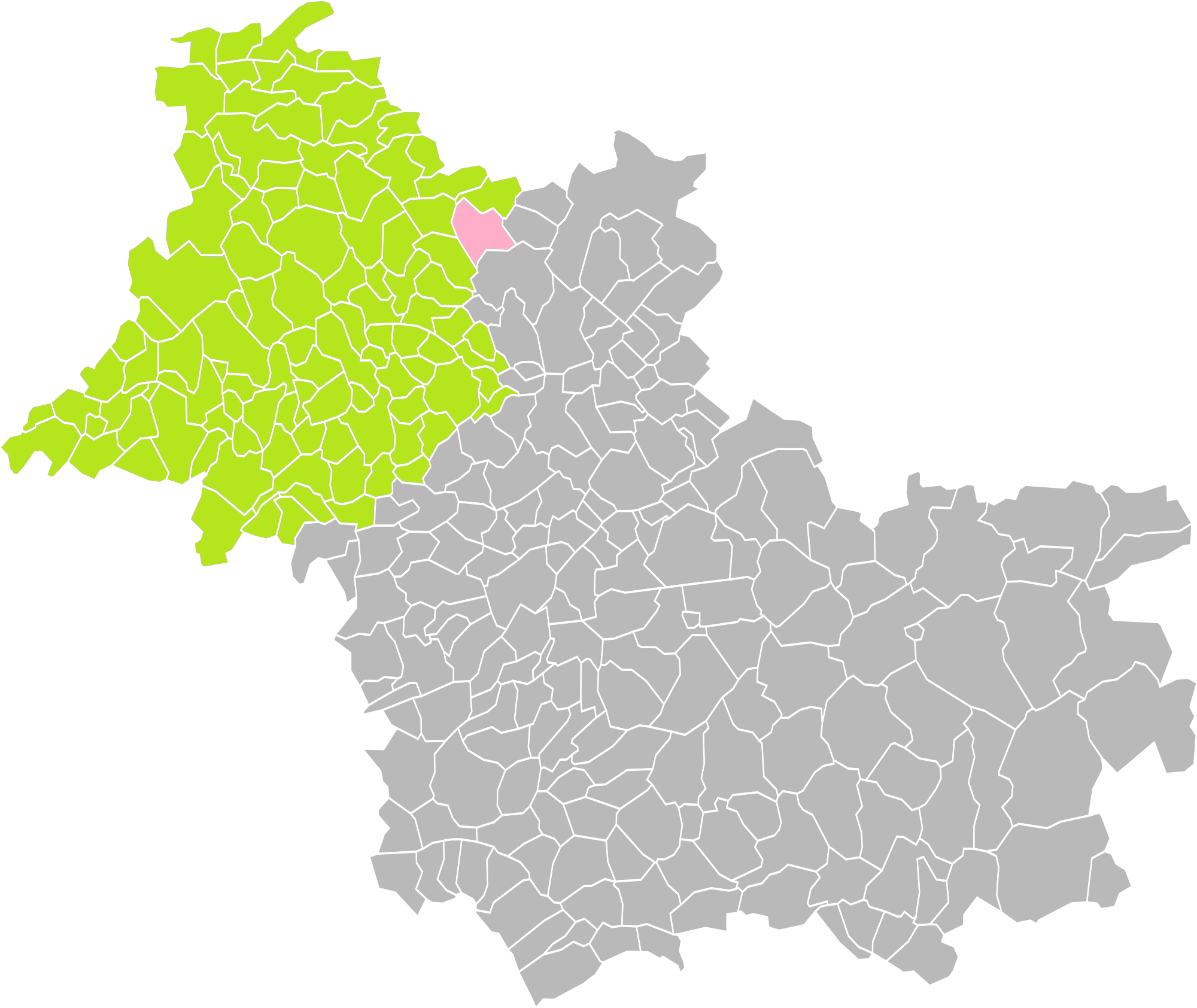
Morée dans l'arrondissement de Vendôme en 2016.
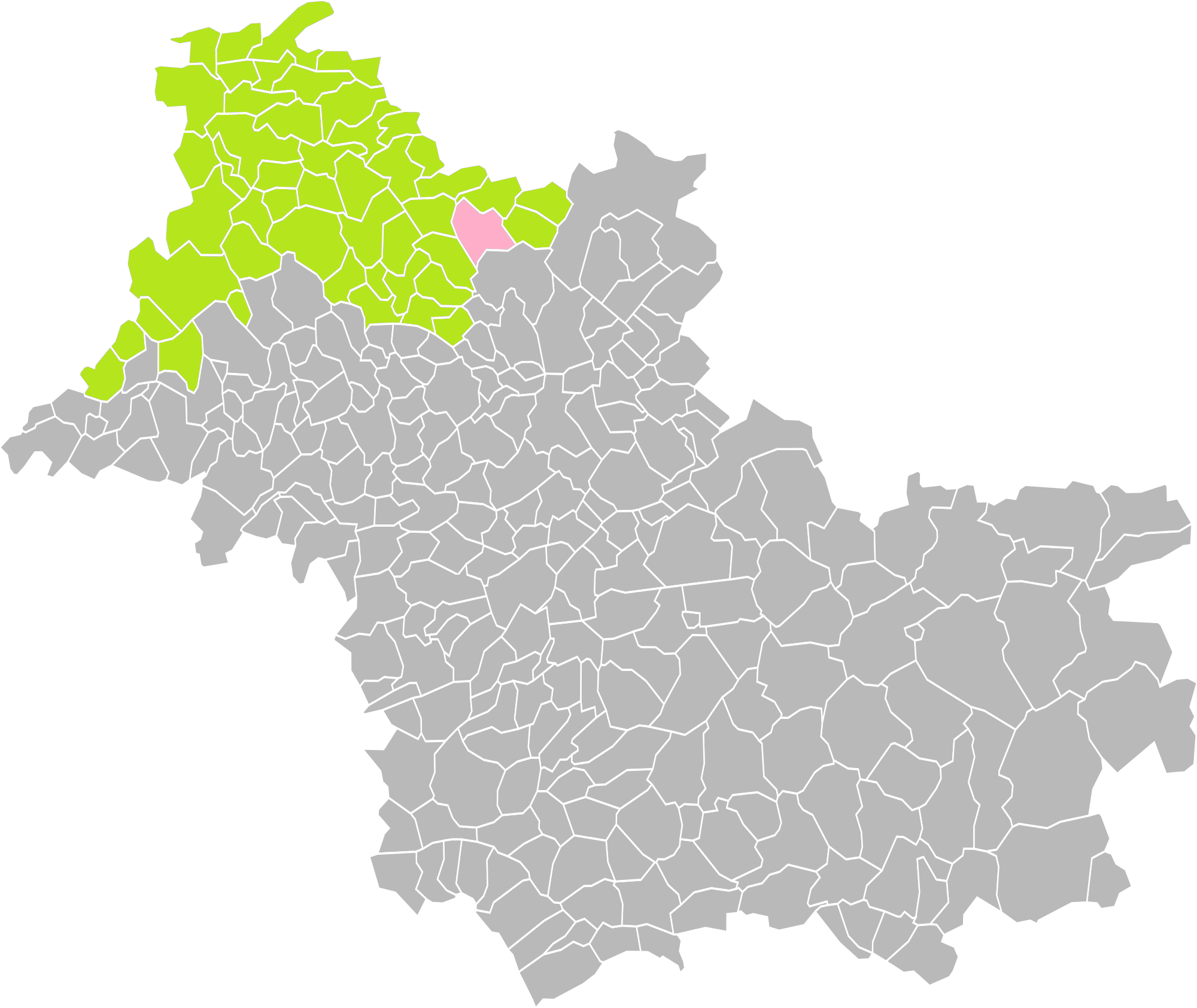
Morée dans le canton du Perche en 2016.

### Politique et administration municipale

#### Conseil municipal et maire
Le conseil municipal de Morée, commune de plus de 1 000 habitants, est élu au scrutin proportionnel plurinominal avec prime majoritaire. Compte tenu de la population communale, le nombre de sièges au conseil municipal est de 15. Le maire, à la fois agent de l'État et exécutif de la commune en tant que collectivité territoriale, est élu par le conseil municipal au scrutin secret lors de la première réunion du conseil suivant les élections municipales, pour un mandat de six ans, c'est-à-dire pour la durée du mandat du conseil.
| Période                                  | Période   | Identité         | Étiquette | Qualité |
| ---------------------------------------- | --------- | ---------------- | --------- | --- |
|                                          | 1982      | Jacques Redouin  | -         | Maire |
| 1982                                     | mars 2001 | Daniel Avrain    | -         | Maire |
| mars 2001                                | mars 2008 | Jacques Drocourt | -         | Maire |
| mars 2008                                | En cours  | Alain Bourgeois, | DVD       | Personne sans activité professionnelle de 60 ans et plus (non retraitée), Président de la Communauté de communes |
| Les données manquantes sont à compléter. |           |                  |           | |

## Population et société

### Démographie

#### Évolution démographique
L'évolution du nombre d'habitants est connue à travers les recensements de la population effectués dans la commune depuis 1793. Pour les communes de moins de 10 000 habitants, une enquête de recensement portant sur toute la population est réalisée tous les cinq ans, les populations de référence des années intermédiaires étant quant à elles estimées par interpolation ou extrapolation. Pour la commune, le premier recensement exhaustif entrant dans le cadre du nouveau dispositif a été réalisé en 2005.

En 2022, la commune comptait 1 079 habitants, en évolution de +0,09 % par rapport à 2016 (Loir-et-Cher : −1,15 %, France hors Mayotte : +2,11 %).
| 1793  | 1800  | 1806 | 1821  | 1831  | 1836  | 1841  | 1846  | 1851  |
| ----- | ----- | ---- | ----- | ----- | ----- | ----- | ----- | ----- |
| 1 012 | 1 030 | 877  | 1 018 | 1 218 | 1 229 | 1 283 | 1 325 | 1 309 |

| 1856  | 1861  | 1866  | 1872  | 1876  | 1881  | 1886  | 1891  | 1896  |
| ----- | ----- | ----- | ----- | ----- | ----- | ----- | ----- | ----- |
| 1 300 | 1 327 | 1 401 | 1 379 | 1 542 | 1 383 | 1 419 | 1 354 | 1 314 |

| 1901  | 1906  | 1911  | 1921  | 1926  | 1931 | 1936 | 1946 | 1954 |
| ----- | ----- | ----- | ----- | ----- | ---- | ---- | ---- | ---- |
| 1 267 | 1 244 | 1 139 | 1 001 | 1 032 | 982  | 955  | 996  | 905  |

| 1962 | 1968 | 1975  | 1982  | 1990  | 1999 | 2005  | 2006  | 2010  |
| ---- | ---- | ----- | ----- | ----- | ---- | ----- | ----- | ----- |
| 962  | 979  | 1 012 | 1 104 | 1 061 | 994  | 1 051 | 1 069 | 1 140 |

| 2015  | 2020  | 2022  | - | - | - | - | - | - |
| ----- | ----- | ----- | - | - | - | - | - | - |
| 1 080 | 1 084 | 1 079 | - | - | - | - | - | - |

#### Pyramide des âges
La population de la commune est relativement âgée.
En 2018, le taux de personnes d'un âge inférieur à 30 ans s'élève à 26,9 %, soit en dessous de la moyenne départementale (31,3 %). À l'inverse, le taux de personnes d'âge supérieur à 60 ans est de 41,3 % la même année, alors qu'il est de 31,6 % au niveau départemental.
En 2018, la commune comptait 501 hommes pour 581 femmes, soit un taux de 53,7 % de femmes, largement supérieur au taux départemental (51,45 %).
Les pyramides des âges de la commune et du département s'établissent comme suit.
| Hommes | Classe d’âge | Femmes |
| ------ | ------------ | ------ |
| 2,6    | 90 ou +      | 7,1    |
| 12,2   | 75-89 ans    | 17,6   |
| 21,7   | 60-74 ans    | 20,8   |
| 20,3   | 45-59 ans    | 16,6   |
| 12,3   | 30-44 ans    | 14,6   |
| 14,3   | 15-29 ans    | 8,2    |
| 16,5   | 0-14 ans     | 15,1   |

| Hommes | Classe d’âge | Femmes |
| ------ | ------------ | ------ |
| 1,1    | 90 ou +      | 2,6    |
| 9,2    | 75-89 ans    | 11,9   |
| 19,7   | 60-74 ans    | 20,4   |
| 20,7   | 45-59 ans    | 20     |
| 16,5   | 30-44 ans    | 16,2   |
| 15,2   | 15-29 ans    | 13,2   |
| 17,6   | 0-14 ans     | 15,7   |

## Économie

### Secteurs d'activité
Le tableau ci-dessous détaille le nombre d'entreprises implantées à Morée selon leur secteur d'activité et le nombre de leurs salariés :
|                                                              | total | % com (% dep) | 0 salarié | 1 à 9 salarié(s) | 10 à 19 salariés | 20 à 49 salariés | 50 salariés ou plus |
| ------------------------------------------------------------ | ----- | ------------- | --------- | ---------------- | ---------------- | ---------------- | ------------------- |
| Ensemble                                                     | 125   | 100,0 (100)   | 93        | 22               | 5                | 4                | 1                   |
| Agriculture, sylviculture et pêche                           | 18    | 14,4 (11,8)   | 17        | 1                | 0                | 0                | 0                   |
| Industrie                                                    | 9     | 7,2 (6,5)     | 2         | 3                | 2                | 2                | 0                   |
| Construction                                                 | 17    | 13,6 (10,3)   | 13        | 4                | 0                | 0                | 0                   |
| Commerce, transports, services divers                        | 64    | 51,2 (57,9)   | 52        | 9                | 2                | 0                | 1                   |
| dont commerce et réparation automobile                       | 20    | 16,0 (17,5)   | 17        | 2                | 1                | 0                | 0                   |
| Administration publique, enseignement, santé, action sociale | 17    | 13,6 (13,5)   | 9         | 5                | 1                | 2                | 0                   |
| Champ : ensemble des activités.                              |       |               |           |                  |                  |                  |                     |

Le secteur du commerce, transports et services divers est prépondérant sur la commune (64 entreprises sur 125) néanmoins le secteur agricole reste important puisqu'en proportions (14,4 %), il est plus important qu'au niveau départemental (11,8 %). 
Sur les 125 entreprises implantées à Morée en 2016, 93 ne font appel à aucun salarié, 22 comptent 1 à 9 salariés, 5 emploient entre 10 et 19 personnes.4 emploient entre 20 et 49 personnes.
Au 1er juillet 2017, la commune est classée en zone de revitalisation rurale (ZRR), un dispositif visant à aider le développement des territoires ruraux principalement à travers des mesures fiscales et sociales. Des mesures spécifiques en faveur du développement économique s'y appliquent également.

### Agriculture
En 2010, l'orientation technico-économique de l'agriculture sur la commune est la culture de céréales et d'oléoprotéagineux (COP). Le département a perdu près d'un quart de ses exploitations en 10 ans, entre 2000 et 2010 (c'est le département de la région Centre-Val de Loire qui en compte le moins). Cette tendance se retrouve également au niveau de la commune où le nombre d'exploitations est passé de 44 en 1988 à 17 en 2000 puis à 17 en 2010. Parallèlement, la taille de ces exploitations augmente, passant de 45 ha en 1988 à 110 ha en 2010. 
Le tableau ci-dessous présente les principales caractéristiques des exploitations agricoles de Morée, observées sur une période de 22 ans : 
|                                      | 1988                 | 2000                 | 2010                 |
| Dimension économique                 | Dimension économique | Dimension économique | Dimension économique |
| ------------------------------------ | -------------------- | -------------------- | -------------------- |
| Nombre d'exploitations (u)           | 44                   | 17                   | 17                   |
| Travail (UTA)                        | 50                   | 20                   | 21                   |
| Surface agricole utilisée (ha)       | 1 989                | 1 772                | 1 870                |
| Cultures                             |                      |                      |                      |
| Terres labourables (ha)              | 1 880                | 1 692                | 1 783                |
| Céréales (ha)                        | 1360                 | 1094                 | 1108                 |
| dont blé tendre (ha)                 | 997                  | 672                  | 588                  |
| dont maïs-grain et maïs-semence (ha) | 138                  | 84                   | 132                  |
| Tournesol (ha)                       | 237                  | 59                   | s                    |
| Colza et navette (ha)                | 188                  | 310                  | s                    |
| Élevage                              |                      |                      |                      |
| Cheptel (UGBTA)                      | 524                  | 283                  | 288                  |

#### Produits labellisés
Le territoire de la commune est intégré aux aires de productions de divers produits bénéficiant d'une indication géographique protégée (IGP) : le vin Val-de-loire, les volailles de l’Orléanais et les volailles du Maine,.

## Culture locale et patrimoine

### Voies
| 84 odonymes recensés à Morée au 5 mars 2014                 | 84 odonymes recensés à Morée au 5 mars 2014 | 84 odonymes recensés à Morée au 5 mars 2014 | 84 odonymes recensés à Morée au 5 mars 2014 | 84 odonymes recensés à Morée au 5 mars 2014 | 84 odonymes recensés à Morée au 5 mars 2014 | 84 odonymes recensés à Morée au 5 mars 2014 | 84 odonymes recensés à Morée au 5 mars 2014 | 84 odonymes recensés à Morée au 5 mars 2014 | 84 odonymes recensés à Morée au 5 mars 2014 | 84 odonymes recensés à Morée au 5 mars 2014 | 84 odonymes recensés à Morée au 5 mars 2014 | 84 odonymes recensés à Morée au 5 mars 2014 | 84 odonymes recensés à Morée au 5 mars 2014 | 84 odonymes recensés à Morée au 5 mars 2014 | 84 odonymes recensés à Morée au 5 mars 2014 |
| Allée                                                       | Avenue                                      | Bld                                         | Chemin                                      | Clos                                        | Impasse                                     | Mail                                        | Passage                                     | Place                                       | Pont                                        | Route                                       | Rue                                         | Ruelle                                      | Voie                                        | Autres                                      | Total                                       |
| ----------------------------------------------------------- | ------------------------------------------- | ------------------------------------------- | ------------------------------------------- | ------------------------------------------- | ------------------------------------------- | ------------------------------------------- | ------------------------------------------- | ------------------------------------------- | ------------------------------------------- | ------------------------------------------- | ------------------------------------------- | ------------------------------------------- | ------------------------------------------- | ------------------------------------------- | ------------------------------------------- |
| 2                                                           | 1                                           | 0                                           | 9                                           | 0                                           | 4                                           | 1                                           | 0                                           | 3                                           | 0                                           | 6                                           | 20                                          | 0                                           | 0                                           | 38                                          | 84                                          |
| Notes « N »                                                 | Notes « N »                                 | 1. 2. 3. 4. 5. 6. 7.                        | 1. 2. 3. 4. 5. 6. 7.                        | 1. 2. 3. 4. 5. 6. 7.                        | 1. 2. 3. 4. 5. 6. 7.                        | 1. 2. 3. 4. 5. 6. 7.                        | 1. 2. 3. 4. 5. 6. 7.                        | 1. 2. 3. 4. 5. 6. 7.                        | 1. 2. 3. 4. 5. 6. 7.                        | 1. 2. 3. 4. 5. 6. 7.                        | 1. 2. 3. 4. 5. 6. 7.                        | 1. 2. 3. 4. 5. 6. 7.                        | 1. 2. 3. 4. 5. 6. 7.                        | 1. 2. 3. 4. 5. 6. 7.                        | 1. 2. 3. 4. 5. 6. 7.                        |
| Sources : rue-ville.info & perche-gouet.net & OpenStreetMap |                                             |                                             |                                             |                                             |                                             |                                             |                                             |                                             |                                             |                                             |                                             |                                             |                                             |                                             |                                             |

### Lieux et monuments

#### Monuments historiques
- Porte de la Perrine, vestige d'un manoir.
- Église Notre-Dame-des-Hautes-Forêts bâtie au XIIe siècle. Un clocher à trois étages est ajouté au XIXe siècle. La toiture de l'église est ravagée par un incendie criminel le 3 octobre 1906[67]. La municipalité anticléricale refuse d'utiliser les 23 000 francs d'assurance pour la restaurer et il faut attendre 1912 pour que les travaux soient effectués[68].

#### Autres édifices
- Collège Louis pasteur

### Personnalités liées à la commune
- Émile-Armand Anceaux (1847-1870), sculpteur mort au combat lors de la guerre franco-allemande de 1870 à Morée.

### Héraldique
|  | Les armoiries de Morée se blasonnent ainsi : D'argent aux trois fasces d'azur. Armes de l'ancien prieuré de Morée. (Armorial d'Hozier - 1696) |